# Batalla de Humen
La batalla de Humen ocurrió durante la primera guerra del Opio entre tropas británicas y chinas entre el 23 de febrero y el 26 de febrero de 1841. En ella la flota expedicionaria británica bajo el mando de Charles Elliot logró tomar el control de las fortificaciones costeras en la ruta marítima hacia la ciudad de Cantón, al sur de China.

## Preludio
Durante la primera guerra del Opio, el emperador chino Daoguang intentó poner fin al comercio del opio en Cantón a través de su Alto Comisionado Lin Zexu. Gran Bretaña tomó las acciones de Lin Zexu, que obligó a los traficantes de opio extranjeros en el enclave de las Trece Factorías a entregar sus reservas de opio, como una oportunidad para enviar una flota. El objetivo británico era obtener una compensación financiera y obligar a China a establecer relaciones comerciales que fuesen dictadas por Gran Bretaña mediante una demostración de su poder militar. Una vez que los británicos capturaron la isla Zhoushan como base de operaciones, se dirigieron nuevamente a Cantón, donde esperaban concluir un acuerdo diplomático mediante correspondiente presión militar.
La ruta de navegación conocida como la Puerta del León (en chino: Humen, en latín: Bocca Tigris ) que iba desde Cantón, a través del delta del río de las Perla hasta el mar abierto, había estado fortificada desde la dinastía Ming. En 1810, la defensa costera, que se basaba en fuertes y artillería, se complementó con una marina costera organizada a nivel provincial. En 1834 hubo una breve escaramuza tras la misión fallida de Lord Napier. Como resultado, Guan Tianpei fue nombrado comandante de la marina costera de Guangdong por el emperador. Él amplió aún más las fortificaciones de Humen. El plan real de Guan consistía en establecer tres líneas de defensa. Dos unidades de artillería, en cada una de las islas de Cabo de Arena y Cabo Grande, debían alertar a la segunda línea con su fuego al avistar al enemigo. Éste estaba centrado en el fuerte de la isla Superior Hengdang en el canal y estaba flanqueado por fuertes a ambos lados del río. Aquí Guan situó con 180 cañones la mayor parte de su artillería. Una tercera línea de defensa alrededor del fuerte Dahu río arriba tenía 36 cañones. El objetivo de la defensa era impedir que los barcos británicos avanzaran hacia Cantón. Los británicos ya habían capturado la línea defensiva más externa en la segunda batalla de Chuenpee en enero de 1841. En total, alrededor de 2.000 hombres debían ocupar los fuertes en tiempos de guerra. Debido a las tensiones con los británicos, las tropas fueron reforzadas por Lin Zexu y el gobernador general de Guangdong y Guangxi, Deng Tingzhen. En el momento de la batalla, había alrededor de 10.000 combatientes regulares e irregulares del ejército Qing en Humen. Asimismo, a la tercera línea de defensa se asignaron diez buques de guerra y un gran número de barcos contra incendios.
Charles Elliot vio el refuerzo militar de Humen como una señal de la falta de voluntad del gobierno chino para cooperar y trató de evitarlo mediante la acción militar. En vista de los preparativos militares, el liderazgo británico dudaba de que China cumpliera con el acuerdo de la Convención de Chuenpee acordado después de la segunda batalla de Chuenpee. El 22 de febrero de 1841, el Némesis destruyó las fortificaciones chinas en construcción en un canal lateral. El 24 de febrero de 1841, los británicos dieron a Guan un ultimátum para permitir que las tropas británicas ocuparan su segunda línea. Si esto no sucede, se utilizaría la fuerza.

## La batalla

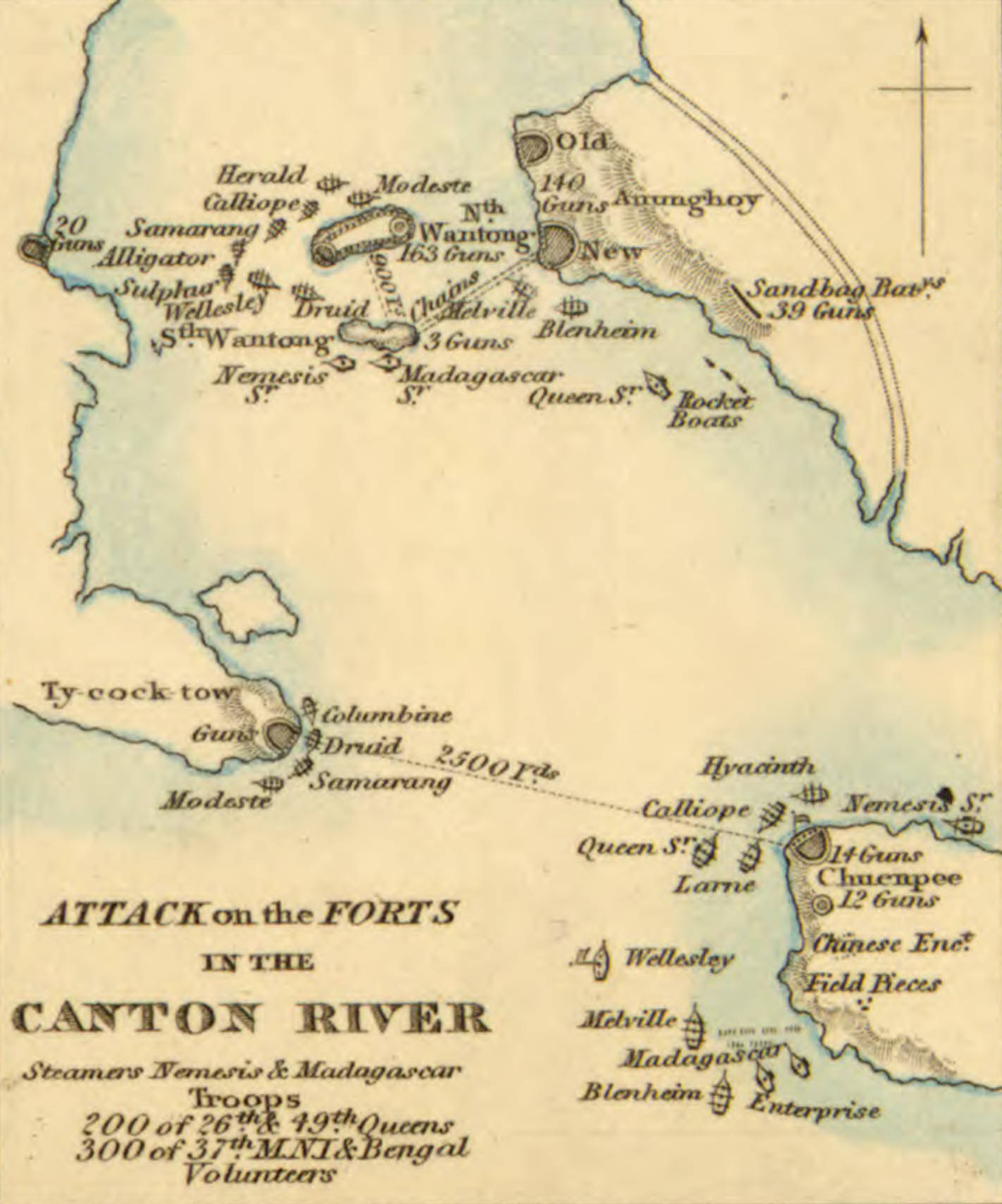
Mapa contemporáneo del campo de batalla

La batalla real comenzó en las primeras horas de la mañana del 26 de febrero de 1841, con el desembarco de una fuerza de desembarco en la isla de Lower Hengdan frente al fuerte chino central de la segunda línea. Desde esta posición, las tropas terrestres británicas bombardearon el fuerte con artillería. Mientras tanto, los buques de guerra avanzaron a ambos lados del canal y dispararon contra los fuertes allí ubicados. Cuando el fuerte ya no pudo resistir, Némesis envió tropas terrestres a la isla superior de Hengdang. Las tropas allí estaban rodeadas. Después de unos 250 muertos y 100 heridos, los 1.000 soldados chinos restantes se rindieron. Guan Tianpei murió defendiendo el fuerte. Al anochecer, los británicos lograron ocupar las fortificaciones de la segunda línea. Además, otros fuertes fueron capturados brevemente y su artillería destruida o capturada.

## Consecuencias
Según fuentes británicas, sus pérdidas ascendieron a cinco heridos leves.
La nueva derrota militar contribuyó decisivamente a la destitución de Qishan como enviado especial del emperador, el cual era responsable de los problemas con los británicos. Qishan fue llamado de regreso después de que el emperador finalmente rechazara la Convención de Chuenpee debido a la cesión de Hong Kong. Las derrotas militares dieron a sus contemporáneos chinos la impresión de traición. Qishan fue reemplazado por el noble Yishan.